# (303909) Tomknops
(303909) Tomknops est un astéroïde de la ceinture principale.

## Description
(303909) Tomknops est un astéroïde de la ceinture principale. Il fut découvert le 11 octobre 2005 à Uccle par Peter De Cat. Il présente une orbite caractérisée par un demi-grand axe de 3,09 UA, une excentricité de 0,04 et une inclinaison de 9,6° par rapport à l'écliptique.

## Compléments